# Gisekia scabridula
Gisekia scabridula är en tvåhjärtbladig växtart som beskrevs av Michael George Gilbert. Gisekia scabridula ingår i släktet Gisekia och familjen Gisekiaceae. Inga underarter finns listade i Catalogue of Life.